# Église Sainte-Foy de Bains
Pour les articles homonymes, voir Église Sainte-Foy.
L'église Sainte-Foy est une église de style roman auvergnat située à Bains dans le département français de la Haute-Loire en région Auvergne-Rhône-Alpes.

## Historique
L'église Sainte-Foy fut construite durant la première moitié du XIIe siècle et transformée à la fin du XIIIe siècle. 
Cette église, primitivement dédiée à saint Martial, passa vers 1105 sous le vocable de Sainte-Foy, dépendant ainsi de Conques jusqu'en 1613.
Elle fait l'objet d'un classement au titre des monuments historiques depuis le 19 décembre 1907.

## Architecture
L'église Sainte-Foy de Bains est édifiée en pierre de taille volcanique assemblée en grand appareil.
Sa façade occidentale présente un remarquable portail roman orné d'un arc à voussure polylobée.
Ce portail, surmonté d'un puissant arc de décharge, est encadré de deux groupes de trois colonnes présentant un anneau torique à la base et surmontées chacune d'un chapiteau sculpté. Ces colonnes supportent une archivolte à voussures multiples dont la dernière est ornée de lobes et d'une moulure décorée de personnages et d'animaux.

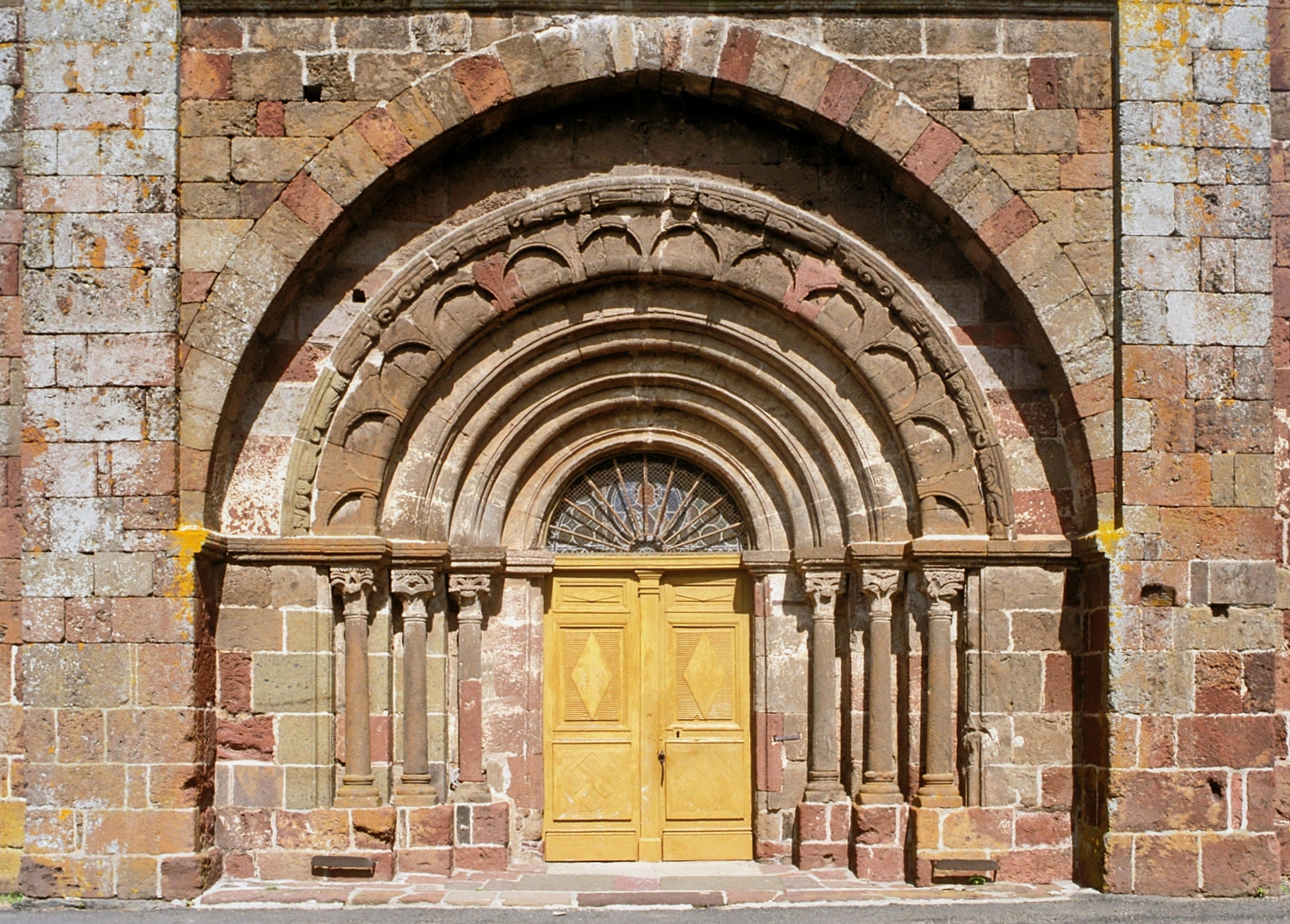
Le portail surmonté d'un arc à voussure  polylobée.
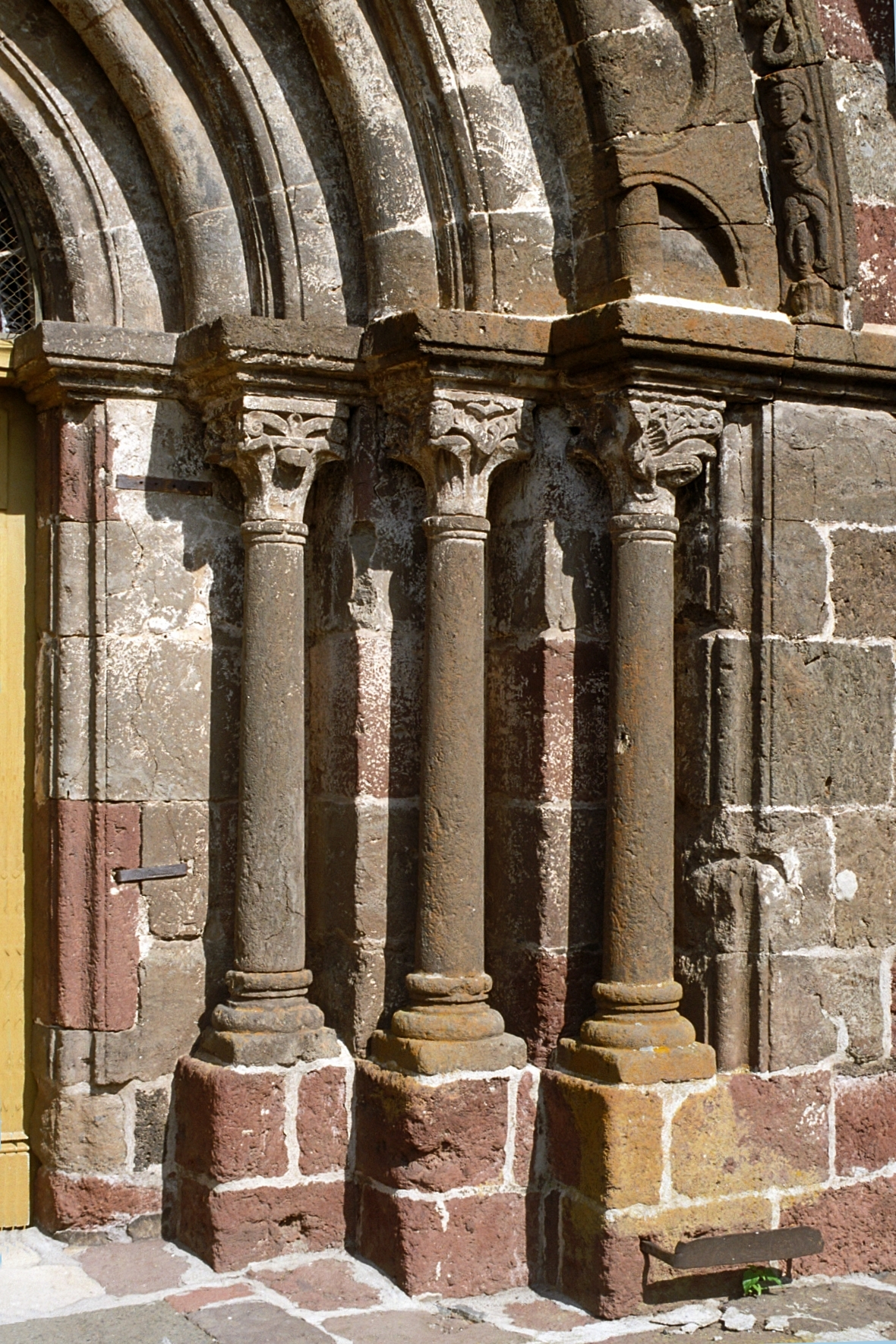
Colonnes du portail.
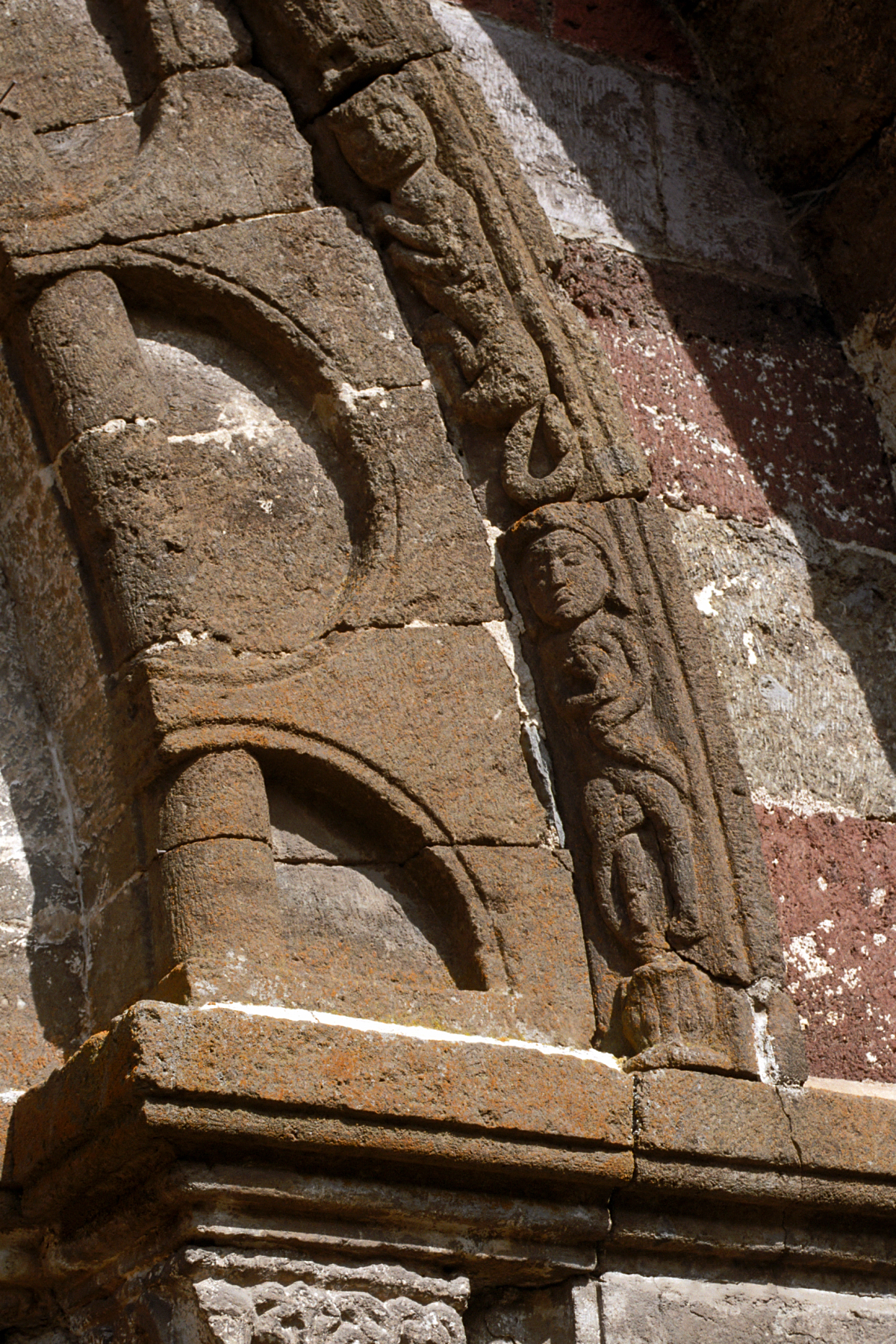
Détail de la voussure polylobée.

Ce genre d'arc, appelé arc à voussure polylobée, est une variante de l'arc polylobé hérité de l'architecture omeyyade du califat de Cordoue qui se répandit dans l'architecture romane française par le biais de l'influence des pèlerins le long des grandes routes françaises du pèlerinage de Saint-Jacques-de-Compostelle et, en particulier, le long de la via Podiensis qui passe par Bains.
On trouve un arc à voussure polylobée très semblable sur la façade de l'église Saint-Blaise de Dore-l'Église, située non loin de la via Podiensis, dans le sud du département du Puy-de-Dôme.
La partie haute de la façade méridionale est ornée d'une arcature constituée de trois arcs en plein cintre supportées par d'élégantes colonnettes. Deux de ces arcades sont aveugles, seule celle du centre étant percée d'une fenêtre.